# Amphidrome

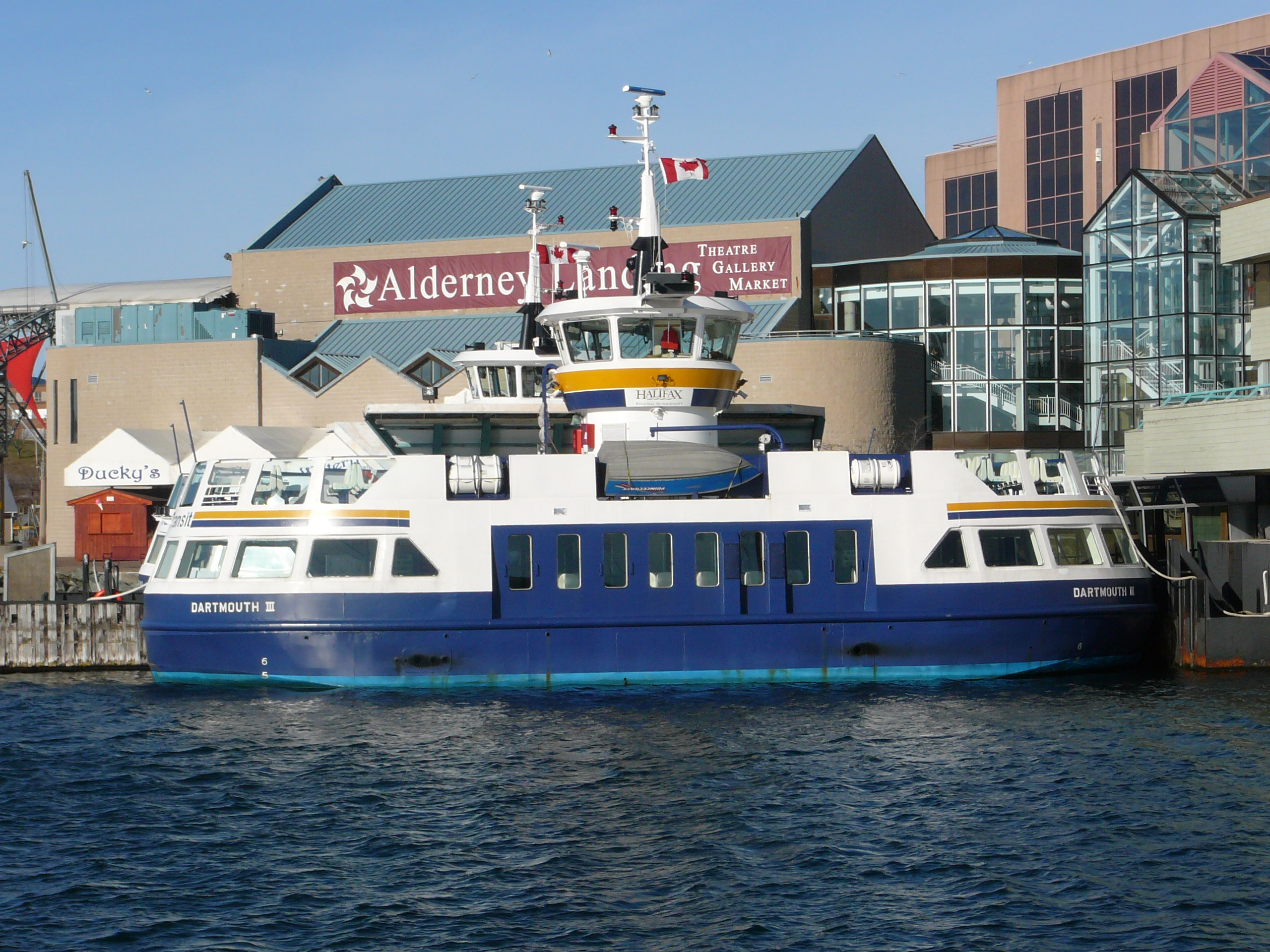
Le Dartmouth III, transbordeur entre Dartmouth et Halifax (province canadienne de Nouvelle-Écosse)

Un véhicule amphidrome a la particularité de pouvoir se déplacer indifféremment en avant et en arrière de la même manière.

## Description
Le terme s'applique essentiellement aux navires et bateaux, qui dans ce cas sont quasiment symétriques entre l'avant et l'arrière. Il peut également s'appliquer à des véhicules terrestres comme l'EBR Panhard, des camions de secours dans un tunnel ou des engins ferroviaires (tramways, métros, trains).
Ce principe a été en particulier appliqué aux pirogues, aux bateaux vikings, aux bacs et aux transbordeurs qui effectuent de courts trajets et où la manœuvre de retournement prendrait trop de temps. Dans ce cas, les machines et hélices sont également symétriques, et le navire peut être surmonté d'une passerelle avec une vue dégagée à 360°.
Un navire amphidrome célèbre est le « César », transbordeur du Vieux-Port de Marseille. Construit en 1952 à La Seyne-sur-Mer, il assure son service de 1953 à 2008. Il est alors remplacé, pour non-conformité aux normes de sécurité, par un nouveau transbordeur, électro-solaire, également amphidrome. Restauré, le « César » reprend son service en 2013. Il peut embarquer 45 passagers d'une rive à l'autre du Vieux-Port.